# Nikola Radulović
Nikola Radulović (Zagreb, 26 de abril de 1973) é um basquetebolista profissional nascido na Croácia, mas com nacionalidade italiana que atualmente está aposentado.
O jogador possui 2,07 m e 105 kg, atuava como Ala-pivô. Durante os anos que defendeu a Seleção Italiana de Basquetebol conquistou a Medalha de Prata nos Jogos Olímpicos de Verão de 2004 em Atenas e a Medalha de Bronze no EuroBasket de 2003 na Suécia